# Selambina cuprea
Selambina cuprea là một loài bướm đêm trong họ Noctuidae.